# پلاسمای فشار اتمسفری

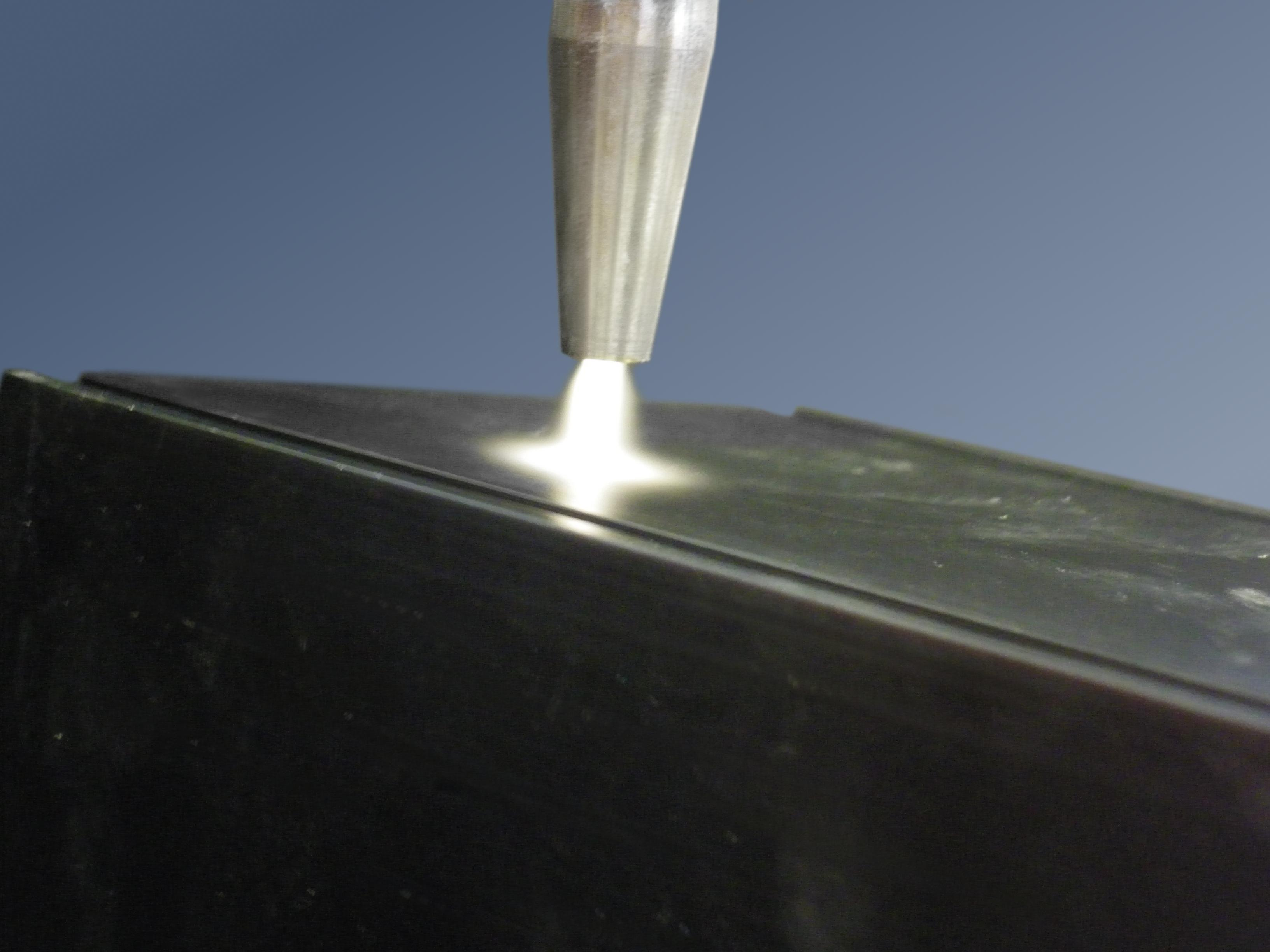
نمایی از یک‌نوع نازل پلاسما با فشار اتمسفر

پلاسمای فشار اتمسفری یا پلاسمای AP یا پلاسمای فشار طبیعی (به انگلیسی: Atmospheric-pressure plasma) یک نوع از پلاسما است که فشار آن تقریباً متناسب با فشار اتمسفر اطراف آن (فشار طبیعی) است.

## اهمیت فنی
پلاسماهای فشار اتمسفری دارای اهمیت فنی برجسته‌ای هستند زیرا در مقابل با پلاسمای کم‌فشار یا پلاسمای فشار بالا، هیچ حامل واکنشی برای اطمینان از حفظ سطح فشار متفاوت با فشار جو، لازم نیست. بر این اساس، بسته به اصل تولید، این پلاسماها می‌توانند مستقیماً در خط تولید استفاده شوند. نیاز به محفظه‌هایی با هزینه زیاد برای تولید خلاء جزئی که در فناوری پلاسما با کم‌فشار استفاده می‌شوند، برطرف می‌شود.

## تولید پلاسما
اشکال مختلف تحریک شامل موارد زیر می‌شود:
- تحریک AC (جریان متناوب)
- تحریک DC (جریان مستقیم) و فرکانس پایین
- تحریک با استفاده از امواج رادیویی
- تحریک ریزموج (مایکروویو)

پلاسماهای فشار اتمسفری که به اهمیت قابل توجهی در صنعت دست یافته‌اند، شامل موارد تولید شده توسط تحریک جریان مستقیم (قوس الکتریکی)، تحریک جریان متناوب (تخلیه کرونا، تخلیه سد دی‌الکتریک، تخلیه مستقیم پیزوالکتریک و جت‌های پلاسما و همچنین میکروپلاسمای ریزموج ۲٫۴۵ گیگاهرتز) است.

### اصل عملکرد جت پلاسما جریان مستقیم
با استفاده از تخلیه ولتاژ بالا (۵ تا ۱۵ کیلوولت با فرکانس‌های ۱۰ تا ۱۰۰ کیلوهرتز) یک قوس الکتریکی پالسی تولید می‌شود. یک گاز عامل، معمولاً هوای فشرده فاقد روغن است که از این قسمت تخلیه عبور کرده، برانگیخته شده و به حالت پلاسما تبدیل می‌شود. این پلاسما از طریق یک سر جت به سطح ماده‌ای برای تصفیه می‌رسد. سَر جت هندسه پرتو را تعیین می‌کند و در پتانسیل زمین است که قسمت‌های حامل-پتانسیل شاره پلاسما را عقب نگه دارد.

### اصل عملکرد جت پلاسمای ریزموج
یک سیستم مایکروویو از تقویت‌کننده‌های عملیاتی استفاده می‌کند که حداکثر ۲۰۰ وات توان فرکانس رادیویی (RF) برای تولید قوس تولیدکننده پلاسما ایجاد می‌کنند. بیشتر راه‌حل‌ها در فرکانس ۲٫۴۵ گیگاهرتز کار می‌کنند. یک فناوری جدید اشتعال و عملکرد بسیار کارآمد را با همان شبکه الکترونیکی و کوپلاژ فراهم می‌کند. این نوع پلاسمای فشار اتمسفر متفاوت است زیرا پلاسما فقط بالای الکترود است. به همین دلیل امکان ساخت جت کانولا وجود دارد.

## کاربردها
تولیدکنندگان از جت‌های پلاسما برای فعال سازی و تمیز کردن سطوح پلاستیکی و فلزی استفاده می‌کنند تا آن‌ها را برای اتصال چسب و رنگ‌آمیزی آماده کنند. امروزه با تراز کردن تعدادی جت پشت سر هم می‌توان مواد ورق شکل تا عرض چند متر را تیمار کرد. اصلاح سطح حاصل از جت‌های پلاسما با اثرات بدست آمده با پلاسمای کم‌فشار، قابل مقایسه است.
بسته به توان جت، پرتو پلاسما می‌تواند تا ۴۰ میلی‌متر طول داشته باشد و عرض تیمار ۱۵ میلی‌متری را بدست آورد. سیستم‌های دوار ویژه اجازه می‌دهد تا عرض تیمار در هر ابزار جت تا ۱۳ سانتی‌متر باشد. بسته به عملکرد تیمار مورد نیاز، منبع پلاسما با فاصله ۱۰ تا ۴۰ میلی‌متری و با سرعت ۵ تا ۴۰۰ متر در دقیقه نسبت به سطح ماده تحت تیمار، حرکت می‌کند.
مزیت اصلی این سیستم این است که می‌تواند به صورت درون خطی در سیستم‌های تولیدی موجود ادغام شود. علاوه بر این، فعال‌سازی قابل دستیابی به مراتب بالاتر از روش‌های پیش تیمار مبتنی بر پتانسیل (تخلیه کرونا) است.
با این روش می‌توان سطوح متنوعی را پوشش داد. لایه‌های ضدخوردگی و لایه‌های بهبود چسبندگی می‌توانند در بسیاری از فلزات، بدون حلال اعمال شوند و یک محلول سازگار با محیط زیست ارائه دهند.